# Jagdfliegerführer Rumänien
Jagdfliegerführer Rumänien war ab dem 1. Juli 1943 die Bezeichnung einer Dienststellung bzw. einer Kommandobehörde auf Brigadeebene der deutschen Luftwaffe im Zweiten Weltkrieg. Ihre Hauptaufgabe war die Luftraumverteidigung gegen westalliierte Bomberangriffe auf die rumänischen Erdölfelder bei Ploiești.

## Geschichte
Die Kommandobehörde des Jagdfliegerführers Rumänien wurde am 1. Juli 1943 in Bukarest-Otopeni in Rumänien aufgestellt. Rumänien war zu dieser Zeit über den Dreimächtepakt mit dem Deutschen Reich verbündet und der wichtigste Erdöllieferant. Im Jahre 1943 erhielten die Deutschen aus der Region um Ploiești, ungefähr 2,4 Millionen Tonnen Erdöl. Dies waren etwa 20 Prozent des gesamten Jahresölverbrauchs in 1943. Nachdem es zuvor schon Luftangriffe auf Ploiești zur Störung der Ölförderung gegeben hatte, setzte ab August 1943 die planmäßige Bombardierung durch die US-amerikanische United States Army Air Forces und die britische Royal Air Force ein. Aufgrundessen wurden neben rumänischen Jagdgeschwadern auch deutsche Jagd- und Nachtjagdverbände in diesen Bereich verlegt und durch den Jagdfliegerführer Rumänien geführt.
Am 7. Februar 1944 wurde die Kommandobehörde in Jagdfliegerführer Balkan umbenannt und führte auch die Jagd- und Nachtjagdverbände die vom deutschbesetzten ehemaligen Königreich Jugoslawien aus operierten. Am 7. Oktober wurde die Kommandobehörde aufgelöst.

## Jagdfliegerführer
| Dienstgrad     | Name              | Datum                                 |
| -------------- | ----------------- | ------------------------------------- |
| Oberst         | Bernhard Woldenga | 1. Juli 1943 bis 6. Februar 1944      |
| Oberstleutnant | Eduard Neumann    | 7. Februar 1944 bis 4. September 1944 |

## Unterstellung
| Unterstellung                                               | von          | bis               |
| ----------------------------------------------------------- | ------------ | ----------------- |
| Luftwaffenkommando Südost                                   | 1. Juli 1943 | 13. Mai 1944      |
| Kommandierender General der Deutschen Luftwaffe in Rumänien | 14. Mai 1944 | 4. September 1944 |

## Unterstellte Verbände
| Verbände am 10. November 1943 | Flugzeugtypen           | Liegeplatz                | Lage                              |
| IV./Nachtjagdgeschwader 6     | Messerschmitt Bf 110G-4 | Zilistea Bukarest-Otopeni | 45.225 26.975 44.572161 26.102178 |
| III./Jagdgeschwader 77        | Messerschmitt Bf 109G-6 | Mizil                     | 45.0125 26.425                    |
| 4./Jagdgeschwader 4           | Messerschmitt Bf 109G-4 | Mizil                     | 45.0126 26.425                    |
| 10./Jagdgeschwader 301        | Messerschmitt Bf 109G-4 | Târgsorul Nou             | 44.9097 25.8736                   |